# Placofilina-1
La placofilina-1 (PKP1) és una proteïna codificada pel gen PKP1 i forma part de la família de les placofilines, implicada en l'adhesió cel·lular i essencial per a la integritat estructural dels teixits epitelials, de domini Armadillo. PKP1 té un paper clau en la formació i el manteniment dels desmosomes, que són estructures cel·lulars especialitzades que ajuden les cèl·lules a adherir-se entre elles, especialment en teixits que experimenten tensió mecànica, com la pell i el teixit cardíac.
Les placofilines són una subfamília de proteïnes de repetició del braç relacionades amb p120 (el p120 Catenin és un membre de la família de proteïnes Armadillo, que funciona en l'adhesió entre les cèl·lules i en la transducció de senyals), que es troben als desmosomes i nuclis. Dels tres membres coneguts de la placofilina, la placofilina 1 ha estat implicada en malalties de la pell hereditàries i s'ha demostrat que té un paper important en el muntatge i l'organització del desmosoma.

## Estructura de PKP1

### Descripció del gen PKP1
El gen PKP1 es troba al cromosoma 1, al braç llarg (q) i a la banda 32.1 (1q32). La seva estructura inclou un recompte de 15 exons que contenen la informació genètica necessària per sintetitzar la proteïna placofilina-1.
PKP1 codifica la proteïna placofilina-1, la qual actua en els desmosomes (estructures d'adhesió cel·lular) per enfortir les unions entre cèl·lules en teixits com la pell i el cor, que estan sotmesos a tensió mecànica. Ha estat determinat que hi ha almenys dos isoformes de la proteïna PKP1: 
- PKP1a amb 726 aminoàcids: es troba en nuclis, així com en plaques desmosomals d'epitèlia estratificada i complexa.[6]
- PKP1b amb 747 aminoàcids: es troba exclusivament en els nuclis.

### Dominis funcionalment actius: Dominis armadillo
Són estructures proteiques repetitives que permeten que la PKP1 es connecti amb altres proteïnes dins de les cèl·lules, facilitant les interaccions i la cohesió cel·lular. Aquestes repeticions armadillo són fonamentals per a la funció d’adhesió de la PKP1 en els desmosomes, unes estructures especialitzades que uneixen cèl·lules adjacents.
- Estructura: Cada domini armadillo consta d'aproximadament 40-45 aminoàcids i té una estructura semblant a un solc o "penjador doblegat". Aquesta forma li permet unir-se a altres dominis armadillo o diferents proteïnes d'adhesió.[8]

- Replicació i interacció: Els dominis armadillo es repeteixen diverses vegades dins de la seqüència de la placofilina-1, creant una regió de la proteïna que pot unir-se amb fermesa a altres components de la cèl·lula, com els filaments intermedis de queratina.[9]
- Funcions: 
  - Adhesió cel·lular
  - Resistència a la tensió
  - Senyalització cel·lular[8]

- Importància dels dominis armadillo en les malalties: Les mutacions o defectes en els dominis armadillo de PKP1 poden alterar la capacitat de la proteïna per unir-se a altres proteïnes d'adhesió, la qual cosa pot comprometre la integritat dels teixits epitelials i donar lloc a malalties com la displàsia ectodèrmica amb fragilitat cutània.[10][11]

### Regió C-terminal
La regió C-terminal de la placofilina-1 (PKP1) és l'extrem de la proteïna situat a la seva part final (o "terminal carboxil"), i és crucial per a la seva funció en l'adhesió cel·lular i la integritat dels desmosomes. En moltes proteïnes, aquesta regió sol tenir rols específics en la unió amb altres molècules i en la regulació de funcions cel·lulars.

#### Característiques de la Regió C-terminal de la PKP1
- Interaccions proteïna-proteïna: La regió C-terminal de la PKP1 facilita la seva interacció amb altres proteïnes dins dels desmosomes, com les desmogleïnes i les desmocolines. Aquesta capacitat d’unió és essencial per a la funció de cohesió de les cèl·lules epitelials.
- Enllaç amb el citoesquelet: Aquesta regió permet que la PKP1 es connecti amb els filaments intermedis de queratina, que són estructures del citoesquelet responsables de donar resistència a la cèl·lula davant de tensions físiques.
- Funcions: 
  - Ancoratge de filaments intermedis
  - Estabilització dels desmosomes[10]

### Configuració espacial

Estructura 3D PKP-1

La configuració espacial de la placofilina-1 (PKP1) és essencial per entendre com aquesta proteïna interactua amb altres components dins dels desmosomes i contribueix a l'adhesió cel·lular i la integritat estructural de les cèl·lules epitelials.
La proteïna adopta una conformació tridimensional que facilita la seva funció en la unió entre cèl·lules. Aquesta configuració permet que les proteïnes de PKP1 s'agrupin per formar estructures complexes de manera específica.

## Biosíntesi i expressió
La proteïna PKP1 es troba codificada al cromosoma 1q32, no obstant, només és expressada a l'esòfag i als desmosomes. Aquesta seqüència d'ADN és transcrita a pre-ARNm gràcies a la RNA polimerasa i als factors de transcripció SP1 i AP-1 que promouen la transcripció. Seguidament, es realitza l'elongació del pre-ARNm amb exons i introns. A continuació, es madura eliminant els introns i empalmant exons. Aquest ARNm madur es transfereix al citoplasma on és traduït pels ribosomes en la proteïna PKP1.

### Plegament de la PKP-1
La proteïna PKP1 és traduïda pels ribosomes al citosol i després, amb la seva seqüència senyal al final, és translocada al reticle endoplasmàtic rugós on és plegada per xaperones. El plegament es dona sobre l'estructura primària que és la seqüència lineal de 726 (o 747) aminoàcids.
Com es pot observar a la imatge, la estructura secundària (conformació en l’espai que pren un segment de la cadena polipeptídica) de la PKP1 és α-hèlix principalment. Es tracta d'una conformació estable, polar (gràcies a la suma dels dipols generats amb els enllaços peptídics) i amfipàtica. L'α-hèlix presenta forma cilíndrica formada per 3.6 aminoàcids per volta i són necessaris uns 4 ponts d’hidrogen per a estabilitzar la conformació a cada volta. La PKP1 també té regions intrínsecament desestructurades, en altres paraules, regions sense estructura secundària.
Perquè la PKP1 sigui funcional, aquesta ha de presentar la seva conformació complerta en l’espai, és a dir, estar plegada segons la seva estructura terciària. L'estructura terciària de les proteïnes consisteix en un plegament d'aquestes sobre elles mateixes, un procés que involucra les xaperones. Finalment, la nova estructura és estabilitzada per interaccions no covalents (com els ponts d’hidrogen), els ponts iònics/salins i les forces hidrofòbiques.

### Modificacions post-traduccionals
Quan ha estat correctament plegada, en sortir del reticle endoplasmàtic pateix modificacions post-traduccionals:

#### Fosforilació
- Descripció: Addició de grups fosfat a residus de serina, treonina o tirosina, els únics aminoàcids capaços de ser fosforilats.
- Funció: Regula la interacció amb altres proteïnes en els desmosomes.
- Impacte: Ajusta la cohesió entre cèl·lules segons la tensió mecànica.[10]

#### Acetilació
- Descripció: Addició d'un grup acetil a la lisina.
- Funció: Augmenta la flexibilitat i estabilitat de la proteïna.
- Impacte: Prolonga la vida útil de la PKP1 i estabilitza els desmosomes.

#### Ubiquitinació
- Descripció: En el cas que no s'hagués plegat correctament, PKP1 pateix una addició de molècules d'ubiquitina que es troben enllaçades entre les lisines en la posició 48, que marquen la PKP1 per ser degradada pel ERAD.
- Funció: Marca la proteïna per a la seva degradació.
- Impacte: Permet la renovació de la PKP1 i manté els desmosomes en bon estat.

#### Glicosilació
- Descripció: Addició de cadenes de sucres.
- Funció: Facilita la localització i tràfic de la PKP1 a la membrana.
- Impacte: Estabilitza les interaccions amb altres proteïnes en la membrana.

#### Metilació
- Descripció: Addició de grups metil a lisina o arginina.
- Funció: Regula la configuració i interacció amb altres molècules.
- Impacte: Ajusta l'adhesió segons les necessitats cel·lulars.

La PKP1 que és expresada a l'esòfag i desmosomes interactua amb diverses proteïnes, com les desmocaderines, la desmoplaquina, els filaments d'actina i la queratina.

## Funcions biològiques
La placofilina-1 (PKP1) té un paper fonamental en diverses funcions biològiques, especialment en la cohesió cel·lular i la resistència mecànica dels teixits epitelials. És un component estructural important de les bastides d'adhesió cèl·lula a cèl·lula, unint-les amb força i permetent que resisteixin tensions mecàniques com les de la pell i altres teixits epitelials. Tot i que també es pot trobar de manera generalitzada al citoplasma i al nucli.
D'aquesta manera, són components desmosòmics que no tenen un domini transmembrana, fent que es converteixin en proteïnes enllaçadores candidates per connectar filaments d'actina del citoesquelet i desmosomes, actuant com a “pont” per transmetre i distribuir les forces mecàniques entre cèl·lules.
La placofilina 1 conté dos dominis funcionalment diferents: el domini del cap, que pot tenir un paper en l'organització de la placa desmosomal en les cèl·lules suprabasals, i el domini armadillo, que pot estar involucrat en la regulació de la dinàmica del citoesquelet d'actina. També participa en la senyalització cel·lular, regulant la proliferació i diferenciació per respondre a lesions i mantenir la integritat dels teixits.

## Detecció
La PKP1 s'expressa a través dels teixits humans en les capes epitelials, com l'epidermis, on contribueix a la cohesió i resistència cel·lular. La seva presència és crucial a l’estrat espinós i granular de la pell, que són capes subjectes a tensió física. El cabell i les ungles, que són teixits derivats de l'epidermis, també contenen PKP1. A més, es troba notablement al carioplasma i/o als desmosomes, depenent del tipus de cèl·lula.
La seva detecció amb ressonància plasmònica superficial, on es va descobrir que PKP1 interaccionava específicament amb el zinc, mentre que no mostrava cap afinitat d'unió pel calci o el magnesi.
En conseqüència, es va realitzar espectroscòpia de dicroisme circular, proteòlisi limitada, ultracentrifugació analítica, microscòpia electrònica i dispersió de la llum dinàmica per determinar les característiques físiques del PKP1 recombinant en funció de la presència o absència de zinc. El contingut d’hèlix α de PKP1 va ser significativament més gran quan es va incloure zinc en comparació amb quan no hi era.

## Avenços en la investigació de la Placofilina-1

### Càncer de pulmó
Investigadors de la Universitat de Granada (UGR) van descobrir que la placofilina-1 (PKP1) té un paper important en el desenvolupament i el progrés del càncer de pulmó. Encara que els desmosomes han estat generalment associats amb funcions supressores de tumors, la placofilina-1 ha sigut observada constantment entre les proteïnes més expressades en el càncer de pulmó de cèl·lules escamoses. La placofilina-1 regula l'activitat d'un gen anomenat MYC: família de gens que elaboren proteïnes que participen en moltes funcions cel·lulars, com la multiplicació, la maduració i la mort de les cèl·lules. Es troben canvis genètics en la seqüència d'ADN de gens MYC en molts tipus de càncer, com la leucèmia i el limfoma. Una sobreexpressió de la placofilina-1 augmenta la proliferació i supervivència de les cèl·lules, mentre que la eliminació d'aquesta proteïna deteriora greument la proliferació cel·lular però augmenta la disseminació cel·lular. L'estudi suggereix que PKP1 pot ser un oncogen en SqCLC i un nou regulador posttranscripcional de MYC. De manera que PKP1 pot ser utilitzat com a un biomarcador valuós pel diagnòstic i un objectiu terapèutic potencial per a SqCLC. A més, la inhibició de PKP1 pot dirigir-se indirectament a MYC, un dels objectius primaris en el tractament contra el càncer.

## Mutacions al gen PKP1 i malalties associades
Les mutacions al gen PKP1 solen portar a una producció defectuosa o insuficient de placofilina-1, cosa que afecta l'estabilitat dels desmosomes. Això no sols impacta la integritat dels teixits epitelials, sinó que també interfereix en els senyals cel·lulars per a la proliferació i regeneració de cèl·lules epitelials, complicant la capacitat dels teixits de reparar-se després d'un dany.

### Displàsia ectodèrmica
Les displàsies ectodèrmiques són trastorns que afecten la pell, les glàndules sudorípares (de la suor), el cabell, les dents i les ungles. Algunes persones amb displàsies ectodèrmiques també poden tenir llavi leporí o fenedura palatina. A més, les displàsies ectodèrmiques poden causar problemes amb el sistema immunitari, així com amb l'audició i la vista. S'han identificat més de 180 tipus específics d'aquest trastorn.
La displàsia ectodèrmica amb fragilitat cutània està associada amb mutacions del gen PKP1 (codificant de la placofilina-1). Es tracta d'un trastorn recessiu autosòmic caracteritzat per la fragilitat de la pell i l'aparició de butllofes, queratodermia palmoplantar, creixement anormal del cabell (fins i tot en celles i pestanyes), distròfia d'ungles, i ocasionalment suor "defectuosa". La placofilina-1 és un component important dels desmosomes epitelials estratificants i un component nuclear de molts tipus de cèl·lules diferents. Aquest trastorn sol manifestar-se en la infància o en els primers anys de vida i només es pot tractar amb teràpia pal·liativa, fins ara només s'han registrat 12 casos d'aquesta malaltia.

### Altres alteracions
L'estructura biològica d'un desmosoma pot patir modificacions en els seus diversos components, una mutació genètica pot provocar un dèficit de PKP1, la qual afecta els desmosomes suprabasals. Aquesta alteració fa els desmosomes es redueixin en freqüència i que, en les capes suprabasals inferiors, tinguin una grandària menor a la usual i, en la capa superior suprabasal, augmentin en grandària. En conseqüència, les plaques desmosomals interiors i exteriors estan poc desenvolupades. Aquestes mutacions poden donar lloc a una sèrie de trastorns genètics, molts dels quals presenten fenotips similars, però difereixen en les seves conseqüències clíniques.